# Abrigo (álbum)
| Críticas profissionais | Críticas profissionais |
| Avaliações da crítica  | Avaliações da crítica  |
| Fonte                  | Avaliação              |
| ---------------------- | ---------------------- |
| AllMusic               | 4 de 5 estrelas.       |

Abrigo é o décimo primeiro álbum de estúdio da cantora e compositora Marina Lima, lançado em 1995.

## Faixas
| N.º | Título                   | Compositor(es)                      | Duração |  |
| 1.  | "Admito Que Perdi"       | Moska                               | 3:33    |  |
| 2.  | "Quatro Letras"          | Blau                                | 3:10    |  |
| 3.  | "A Cidade"               | Science                             | 0:55    |  |
| 4.  | "Nem Luxo, Nem Lixo"     | Roberto de Carvalho, Rita Lee       | 4:49    |  |
| 5.  | "Linhas Tortas"          | Oyens                               | 3:47    |  |
| 6.  | "Beija-Flor"             | Conceição, Raimundo, Rubinho, Xexéu | 4:53    |  |
| 7.  | "Rap Da Diferença"       | MC Dollores, MC Markynhos           | 0:27    |  |
| 8.  | "Samba Do Avião"         | Tom Jobim                           | 4:47    |  |
| 9.  | "O Que Tinha de Ser"     | DeMoraes, Jobim                     | 2:50    |  |
| 10. | "Mantra: Beije E Me Ame" | Fadel                               | 1:04    |  |
| 11. | "Carne E Osso"           | Azambuja, Caíca, Effe, Gustavo      | 4:50    |  |
| 12. | "Liberou Geral"          | Bizzotto                            | 2:38    |  |
| 13. | "Blue Skies"             | Berlin                              | 3:09    |  |
| 14. | "Casa E Jardim"          | L., Massena                         | 3:02    |  |
| 15. | "Tempestade"             | Duncan, Oyens                       | 1:43    |  |